# Ильичевское урочище
Ильичевское урочище — ботанический памятник — заповедник. Территория памятника находится в пределах двух участков, расположенных к северу от автодороги поселок Зимовники — хутор Ильичев Зимовниковского района, Ростовской области. 

## История и описание
В 1985 году Ильичевский лес становится памятником природы местного значения и был взят на учет в областном Совете общества охраны природы. Урочище занимает площадь 145,5 гектар.
В заказнике «Ильичёвское урочище» живут дикие кабаны и пятнистые олени. Численность косули в урочище ежегодно возрастает. Встречаются рыжие, бурые и чёрные волки. Появились шакалы. Из птиц обитают фазаны, серая куропатка, стрепет. Среди хищных птиц встречаются чёрный коршун, ястреб, лунь болотный, филин и сова. Урочище заселили синицы, дятлы, иволги, кукушки, прилетают свиристели и дрозды-рябинники. Многочисленны вороны, сороки, грачи, галки, голуби, воробьи, камышёвки, трясогузки, овсянки.
В 2002 году при поддержке Главы Администрации Зимовниковского района в урочище был построен вольер размером 12,5 гектар для содержания и разведения диких кабанов. Осенью 2004 года из вольера были выпущены свиноматки и 7 поросят для расселения. В урочище охраняют и подкармливают косуль, в зимний период на кормежку заходят сайгаки. В настоящее время здесь восстанавливается популяция диких животных.
Памятник имеет природоохранное, научное и просветительское значение.

## Примечание
1. ↑  Зимовниковский район Ростовской области. Ростов-на-Дону (23 января 2015). Дата обращения: 26 декабря 2019. Архивировано 26 декабря 2019 года.
2. ↑  Шевченко С. А. Страницы истории Зимовниковского района. — Медиа-Полис, 2019. — ISBN 978-5-6041318-2-4.
3. ↑  Природные условия и ресурсы. www.ipa-don.ru. Дата обращения: 26 декабря 2019. Архивировано 26 декабря 2019 года.